# Chim xanh Philippin
Chim xanh Philippin (danh pháp hai phần: Chloropsis flavipennis) là một loài chim thuộc họ Chim xanh (Chloropseidae).
Chim xanh Philippin phân bố ở Philippin, nó được tìm thấy ở đảo Mindanao, Leyte, và Cebu. Môi trường sống tự nhiên của nó là rừng đất thấp ẩm cận nhiệt đới hoặc nhiệt đới. Nó đang bị đe dọa do mất nơi sống. Thành trì phân bố là Mindanao, với các quần thể nhỏ ở Leyte và tại Cebu, các loài đã có thể tuyệt chủng.